# Mariemont (Ohio)
Mariemont – wieś w Stanach Zjednoczonych, w stanie Ohio, w hrabstwie Hamilton.